# Kopsia sleeseniana
Kopsia sleeseniana är en oleanderväxtart som beskrevs av Markgraf. Kopsia sleeseniana ingår i släktet Kopsia och familjen oleanderväxter. Inga underarter finns listade i Catalogue of Life.